# 홍낙성

홍낙성(洪樂性, 1718년~1798년)은 조선시대 후기의 척신으로 좌의정과 영의정을 지냈다. 혜경궁 홍씨의 6촌 형제이며, 병조판서 홍상한의 아들이다. 홍봉한, 홍인한에게는 5촌 조카에 해당한다. 자는 자안(子安), 아호는 항재(恒齋)이며 시호는 효안(孝安)이다. 본관은 풍산이다.

## 생애
할아버지는 홍석보이고, 종조부 홍현보는 혜경궁 홍씨의 할아버지가 된다. 따라서 사도세자빈 혜경궁 홍씨의 친정 6촌 오빠가 된다. 그의 고모 중 1명은 청풍김씨 김치만과 혼인했는데, 그들의 아들이 학자 김종후와 노론내 청류파, 청명파의 지도자 몽오 김종수였다. 이들은 홍낙성에게 고종사촌이 된다.
1744년 문과에 급제하여, 정언, 시강원 사서, 지평, 사간 등을 거쳐 통정대부로 승진, 승지를 거쳐, 57년 대사성이 되었다. 그 후 이조참의, 강화부유수(江華府留守), 가선대부 이조참판 등을 역임하고, 형조판서를 거쳐 68년 이조판서에 올랐다. 이후 우참찬을 지냈고, 산릉도감제조와 전라도관찰사와 병조판서, 판의금부사, 예조판서, 공조판서, 수어사, 우참찬, 좌참찬, 지경연사, 이조판서를 지내며 세손에 대한 모해사건이 있을 때 당숙 홍봉한, 족질 홍국영과 함께 세손을 지원하였다. 이후 우참찬(右參贊)이 되었다가 형조판서, 병조판서를 거쳐, 정조 즉위후 의정부우의정을 거쳐 의정부좌의정에 등용되었다. 1784년 청나라에 파견되는 사은사로 북경에 다녀왔다. 귀국 후 1793년 영의정이 되었다. 1797년 만 80세에 궤장을 하사받고 중추부영사로 전직하고 기로소에 들어갔다.

## 인물
글을 잘 지었다 한다. 성품이 청렴하고 정사를 공정하게 돌보아 집 앞에 사람이 얼씬대지 않았다.

## 정조와의 인연
정조와 무척이나 인연이 깊다. 홍낙성은 혜경궁 홍씨의 6촌 오빠로, 정조에게는 외가쪽으로 7촌 아저씨가 된다. 《이재난고》에 따르면, 홍낙성의 첩이 정조의 후궁 의빈 성씨의 친언니였다고 한다. 또한 정조의 차남 순조와 차녀 숙선옹주가 태어났을 때 약원의 도제조를 맡았는데, 훗날 홍낙성의 손자 홍현주와 숙선옹주가 혼인하게 된다.

## 가족 관계
- 증조부 : 홍중기(洪重箕)
  - 할아버지 : 홍석보(洪錫輔)
    - 아버지 : 홍상한(洪象漢)
    - 어머니 : 함종 어씨 - 경종의 국구 함원부원군 영돈녕부사 어유구의 형 세자시강원 찬선 어유봉의 딸, 선의왕후(경종비)의 4촌 동생
      - 부인 : 청송 심씨 - 영조의 부마 청성위(靑城尉) 심능건(沈能建, 1752~1817)의 고모, 삭녕군수 증 영의정 심정지(沈鼎之)의 여동생, 해주목사 증 좌찬성 심규(沈규)의 딸, 이조판서 판돈녕부사 청헌공 심택현(淸獻公 沈宅賢)의 손녀
        - 아들 : 홍인모(洪仁謨)
        - 자부 : 영수합 달성 서씨
          - 손자 : 홍현주(洪顯周) - 정조의 부마 영명위(永明尉)
          - 손자며느리 : 숙선옹주 - 정조의 서차녀

  - 종조부 : 홍현보(洪鉉輔)
    - 당숙 : 홍봉한(洪鳳漢)
    - 당숙 : 홍인한(洪麟漢)
      - 재종 자매 : 혜경궁 홍씨

  - 첩 : 창녕 성씨 - 정조의 후궁 의빈 성씨의 친언니

## 같이 보기
- 홍봉한
- 홍인한
- 혜경궁 홍씨
- 정조